# Thionia prasina
Thionia prasina är en insektsart som först beskrevs av Maximilian Spinola 1839.  Thionia prasina ingår i släktet Thionia och familjen sköldstritar. Inga underarter finns listade i Catalogue of Life.